# Structured investment vehicle
Structured investment vehicle (SIV) – fundusz inwestycyjny, zakładany głównie przez banki w celu sekurytyzacji ryzyka związanego z wierzytelnościami z kredytów, głównie hipotecznych. Polega to na tym, że pula aktywów wraz z generowanymi przez nie strumieniami gotówkowymi zostaje wyizolowana z bilansu banku (lub rzadziej innego podmiotu) w formie podmiotu specjalnego przeznaczenia – special purpose vehicle, SPV – który dokonuje refinansowania poprzez emisję papierów wartościowych.
Przed kryzysem z 2007 roku amerykańskie banki wyodrębniały wierzytelności ze swoich bilansów do funduszy typu SIV, które emitowały papiery wartościowe w celu refinansowania. Stanowiło to element polityki zwiększającej płynność banków oraz transferującej ryzyko poza banki. Papiery te były przedmiotem obrotu między instytucjami finansowymi. Gdy w 2007 r. pojawiły się pierwsze problemy ze spłacalnością kredytów hipotecznych, które stanowiły podstawę SIV, papiery wartościowe przez nie emitowane gwałtownie traciły na wartości, co uruchomiło efekt domina, skutkujący międzynarodowym kryzysem finansowym.